# إيرا سبرينغ
إيرا سبرينغ (بالإنجليزية: Ira Spring)‏ هو مصور وعالم بيئة أمريكي، ولد في 1918، وتوفي في 2003 بسبب سرطان البروستاتا.